# Pseudocycnus appendiculatus
Pseudocycnus appendiculatus är en kräftdjursart som beskrevs av Carl Bartholomäus Heller 1865. Pseudocycnus appendiculatus ingår i släktet Pseudocycnus och familjen Pseudocycnidae. Inga underarter finns listade i Catalogue of Life.